# Johann Baptist Joseph Bastiné
Johann Baptist Joseph Bastiné, född den 13 maj 1783 i Leuven, död den 14 januari 1844 i Aachen, var en flamskfödd tysk målare, grundare av teckningsskolan i Aachen (1811–1844). Bland hans elever märks Alfred Rethel, Heinrich Franz Carl Billotte, Ludwig Schleiden, Aloys Hubert Michael Venth, Friedrich Thomas, Johann Peter Götting, August Adolf Chauvin och Peter Ludwig Kühnen.